# Kvinden der forsvandt
Kvinden der forsvandt er en amerikansk spændingsfilm fra 2014, instrueret af David Fincher og tilpasset af Gillian Flynn fra hendes roman af samme navn fra 2012. Rollebesætningen består blandt andet af Ben Affleck, Rosamund Pike, Neil Patrick Harris, Tyler Perry og Carrie Coon.
Historien begynder som et mysterium om en mand, hvis kone er forsvundet, og mistanken peger på ham snart efter. Den undersøger uærlighed, medierne, økonomiens indvirkning på ægteskab, og den måde, folk opfatter hinanden på.
Filmen havde verdenspremiere til den 52. New York Film Festival den 26. september 2014. Det havde sit landsdækkende biografpremiere den 3. oktober og er blevet godt modtaget både kritisk og kommercielt.

## Rollebesætning
- Ben Affleck som Nick Dunne[6]
- Rosamund Pike som Amy Elliott-Dunne, Nicks savnede kone
- Neil Patrick Harris som Desi Collings, Amys ekskæreste
- Tyler Perry som Tanner Bolt, Nicks advokat
- Carrie Coon som Margo "Go" Dunne, Nicks tvillingesøster[6]
- Kim Dickens som Detektiv Rhonda Boney
- Patrick Fugit som Officer James Gilpin
- Casey Wilson son Noelle Hawthorne, Nick og Amys nabo
- Missi Pyle som Ellen Abbott, tv-vært
- Sela Ward som Sharon Schieber, tv-vært
- Emily Ratajkowski som Andie Fitzgerald, Nicks elskerinde og student
- Kathleen Rose Perkins som Shawna Kelly, en frivillig
- Lisa Banes som Marybeth Elliott, Amys mor
- David Clennon som Rand Elliott, Amys far
- Scoot McNairy som Tommy O'Hara, en tidligere klassekammerat til Amy
- Boyd Holbrook og Lola Kirke som Jeff og Greta, et par Amy møder
- Cyd Strittmatter som Maureen Dunne, Nick og Margo's mor
- Leonard Kelly-Young som Bill Dunne, Nick og Margo's far

## Produktion
Kvinden der forsvandt er en filmatisering af Flynns roman af samme navn fra 2012, og forfatteren skrev også det tilpassede manuskript. En af filmens producenter, Leslie Dixon, læste manuskriptet til romanen i 2011 og henledte Reese Witherspoons opmærksomhed i december samme år. Witherspoon og Dixon samarbejdede derefter med Bruna Papandrea, om at videreudvikle manuskriptet - med Flynns filmagent, Shari Smiley, de mødtes med filmstudierne i begyndelsen af 2012.
Flynn forelagde sit første udkast til manuskript til 20th Century Fox i december 2012, før Fincher blev valgt som instruktør for projektet. Den 11. september 2013 begyndte holdet optagelserne. Hovedfotografering startede den 15. september i Cape Girardeau, Missouri, og var planlagt til at vare omkring fem uger. Nogle scener blev også filmet i Los Angeles.
Flynn nød oplevelsen af at lave filmen, og hun udtrykte påskønnelse af Finchers deltagelse, som han "virkelig godt lide bogen og ikke ønsker at gøre det til noget andet end det, den allerede var," og han beroligede hende også, selv når hun troede andet. I henhold til producent Cean Chaffin, tog Fincher i gennemsnit så mange skud, som 50 skud for hver scene.

## Modtagelse

### Box office
Kvinden der forsvandt åbnede den 52. New York Film Festival, der modtog høj profil pressedækning og tidlige positive anmeldelser. ComingSoon.net forudsagde en åbningsweekend box office mellem $30 til $35.000.000, muligvis højere, og at filmen ville være en 100 millioner dollars hit. Fandango rapporterede, at Kvinden der forsvandt tegnede sig for 66% af dens avancerede salgs- og overhalede salget til Annabelle (18%), og kunne lande på nummer et på box office i løbet af sin åbningsweekend.

#### Nordamerika
Filmen blev udgivet den 3. oktober 2014i Nordamerika i 3.014 biografer og tjente $ 13.179.535 på sin åbningsdag (herunder 1.3 mollioner dollars, som den tjente fra torsdags sene nattetimer fremvisninger). I sin åbningsweekend, filmen tjente $ 37.513.109 ($ 12.446 per teater) fra 3.014 teatre og debuterede som nummer et på den nordamerikanske box office efter en konkurrence med Warner Bros./New Line Cinema gyserfilm Annabelle ($ 37.134.255). I en kommentar om varmen i konkurrencen mellem Kvinden der forsvandt og Annabelle, sagde Phil Contrino, Visepræsident og chefanalytiker hos BoxOffice.com, "vi var på, grundet nogle breakout forestillinger," og tilføjede: "Markedet har evnen til at udvide, hvis der er to kvalitetsfilm i det, selv om de begge er thrillere.” Filmen er den største film af Fincher, overgår Panic Rooms brutto (30 millioner dollars). Det er også den tredje største åbningsweekend for Affleck, efter Pearl Harbor ($ 59.1 million) og Daredevil ($40.3 million) og Rosamund Pikes næststørste åbning efter Die Another Day (47 millioner dollars). Filmen er den tiende største oktober debut samlet set. Filmen seere er 60% kvinder og 75% som er mere end 25 år.
I sin anden weekend, tjente filmen $26.8 million, der er tilbage i førstepladsen foran Dracula Untold ($23.5 million), og opnår efter to uger i alt til $78.3 million. I sin tredje weekend tjente filmen $ 17.8 million og blev skubbet tilbage til nummer to på box office efter at have opholdt sig sig som nummer et i to på hinanden følgende uger efter den nyligt udgivet Fury ($23.5 million). I sin fjerde weekend, tjente filmen $11.1 million efter fire uger i alt $124.09 million.

#### Andre områder
Kvinden der forsvandt tjente $24.6 million fra 5.270 skærme i 39 internationale lande i sin åbningsweekend, højere end forventet. Den højeste debut kom fra Storbritannien ($6.9 million fra 950 sale), Australien ($4.6 million fra 350 sale), Rusland (2.95 million dollars fra 1.049 sale) og Tyskland (2.85 million dollars fra 511 skærme). I sin anden weekend blev filmen udgivet i 14 yderligere lande og tjente $26.8 million fra 6.391 sale i 52 lande for en to weekend international total brutto på $63.16 million. Den højeste debut fra den nyligt udgivne marked, kom fra Frankrig ($3.65 million fra 463 sale) og Spanien ($1.65 million fra 517 sale). Kvinden der forsvandt landede i Spanien som nummer to bag Sonys lokale film Torrente 5. I sin tredje weekend tjente Kvinden der forsvandt $20.23 million fra 5.040 skærme i 57 markeder for i den tredje uge for i alt $97.4 million. Filmen viste et fald i sin fjerde weekend, hvor den tjene $18.4 million. Filmen gik ind som nummer et i Sydkorea ($3.8 million) og Thailand ($414.000 fra 170 skærme). Filmen tilføjet en anden $ 15300000 i sin femte weekend for en international alt 142.900.000 $. Filmen begyndte at sendes i Indien og tjente $ 611,000 fra 155 skærme.

### Kritisk respons
Kvinden der forsvandt fik generelt positive anmeldelser fra kritikerne. Rotten Tomatoes giver filmen en godkendelserating på 88%, baseret på 247 anmeldelser, med en vurderingsgennemsnit på 8 ud af 10. Webstedets konsensus stater "Mørk, intelligent og elegant med en fejl, Kvinden der forsvandt spiller op til instruktøren David Finchers styrker samtidig bringe det bedste ud af stjernerne Ben Affleck og Rosamund Pike." Metacritic gav filmen en score på 79 ud af 100, baseret på 49 anmeldelser, hvilket indikerer "generelt gode anmeldelser" . CinemaScore gav filmen en B karakter.

## Eksterne Henvisninger
- Kvinden der forsvandt på Internet Movie Database (engelsk)
- Kvinden der forsvandt på Filmdatabasen
- Kvinden der forsvandt på Scope
- Kvinden der forsvandt i Svensk Filmdatabas (svensk)
- Kvinden der forsvandt i Svensk mediedatabas (svensk)
- Kvinden der forsvandt på AlloCiné (fransk)
- Kvinden der forsvandt på MovieMeter (nederlandsk)
- Kvinden der forsvandt på AllMovie (engelsk)
- Kvinden der forsvandt hos American Film Institute (engelsk)
- Kvinden der forsvandt hos British Film Institute (engelsk)